# Saving Face (film, 2004)
Pour les articles homonymes, voir Saving Face.
Ne doit pas être confondu avec Saving Face (film, 2012).
Pour plus de détails, voir Fiche technique et Distribution.
Saving Face est un film américain réalisé par Alice Wu, sorti en 2004.

## Synopsis
Wil, une jeune New Yorkaise sino-américaine et lesbienne de 28 ans, vit avec sa mère enceinte et tente tant bien que mal de concilier sa vie professionnelle, sa vie privée et la pression exercée sur elle et sa mère par la communauté chinoise.

## Fiche technique
- Titre : Saving Face
- Titre québécois : Pour sauver l'honneur
- Réalisation : Alice Wu
- Scénario : Alice Wu
- Production : James Lassiter, Scott Macaulay, Robin O'Hara, John Penotti, Will Smith et Teddy Zee
- Sociétés de production : Destination Films, Forensic Films, GreeneStreet Films et Overbrook Entertainment
- Musique : Anton Sanko
- Photographie : Harlan Bosmajian
- Montage : Susan Graef et Sabine Hoffmann
- Décors : Daniel Ouellette
- Costumes : Jill Newell
- Pays d'origine :  États-Unis
- Format : Couleurs - 1,85:1 - Dolby Digital / SDDS - 35 mm
- Genre : Comédie dramatique, romance
- Durée : 91 minutes
- Date de sortie : 12 septembre 2004 au festival de Toronto

## Distribution
- Michelle Krusiec : Wilhelmina « Wil » Pang
- Joan Chen : Hwei-Lan Gao « Ma »
- Lynn Chen : Vivian Shing
- Jin Wang : Wai Gung, le grand-père
- Guang Lan Koh : Wai Po, la grand-mère
- Jessica Hecht : Randi, l'employée de l'hôpital
- Ato Essandoh : Jay, le voisin
- David Shih : Norman
- Brian Yang : Yu enfant
- Nathanel Geng : Stimson Cho
- Mao Zhao : Yu âgée
- Louyong Wong : le docteur Shing
- Clare Sum : Mme Wong
- Qian Luo : Mme Shing
- Richard Chang : Stephen

## Autour du film
- À noter, la petite apparition de la réalisatrice, mangeant une pomme dans un bus.

## Bande originale
- Forever and a Day, interprété par Marc Anthony Thompson
- Irresistible, interprété par Marc Anthony Thompson
- Incense Anthem "Chich Ting", interprété par Venerables of Fo Guang Shan
- Ni Shi Wo Xin Zhong Yun Yi Dou, interprété par Tsai Ching
- The Soap, interprété par Robbie Kondor
- Love Touch, interprété par Kenny White
- Mar Azul, interprété par Rosalia de Souza
- Love Is Strange, interprété par Leona Naess
- I Found a Reason, interprété par Cat Power
- Baltimore Slow Dance, composé par Bill Gordon
- Here Comes The Bride, composé par Anthony Goddard et Ron Komie

## Distinctions
- Prix du public et nomination au prix de la meilleure actrice pour Michelle Krusiec, lors du Golden Horse Film Festival 2005.
- Nomination au prix du réalisateur le plus prometteur, lors des Gotham Awards en 2005.